# Отель-ван-Етвельде
Отель-ван-Етвельде (фр. Hôtel van Eetvelde, нід. Hotel van Eetvelde) — історичний міський будинок у Брюсселі, Бельгія. Його спроектував Віктор Орта для Едмонда ван Етвельде, адміністратора Вільної Держави Конго, і збудував його в 1895 році в стилі модерн. Він розташований на avenue Palmerston, 4/ Palmerstonlaan у кварталі Скверс (східна частина міста Брюссель). У 1898 році було додано розширення, також розроблене Ортою.
Разом з трьома іншими міськими будинками Віктора Орти, включаючи власний будинок і майстерню Орти, він був доданий до списку Світової спадщини ЮНЕСКО у 2000 році.

## Будівля

### Головна будівля
Видиме застосування «промислових» матеріалів, таких як сталь і скло, було новиною для престижних приватних будинків того часу. В Отелі-ван-Етвельде Орта також використав підвісну сталеву конструкцію для фасаду. Інтер'єр отримує додаткове освітлення через центральну приймальню, покриту вітражним куполом.
Отель-ван-Етвельде у Брюсселі був спроектований у 1898 році Віктором Ортою, безсумнівно, ключовим архітектором європейського стилю модерн. У той час як більшість інших архітекторів загравали з новим стилем, Орта виявив, що він дає найкраще вираження його ідей. Майстерність демонструється в його здатності розміщувати свої домашні проекти у обмежено-стиснутих місцях. Інтер’єри набувають великого значення як центри світла, яке проникає крізь філігранні купола і мансардні вікна — зазвичай у центрі будівлі. Отель-ван-Етвельде є чудовим зразком того, як Орта впорався з ситуацією та використав її, щоб підкреслити вражаючі сходи, які ведуть до кімнат для прийому на першому поверсі.

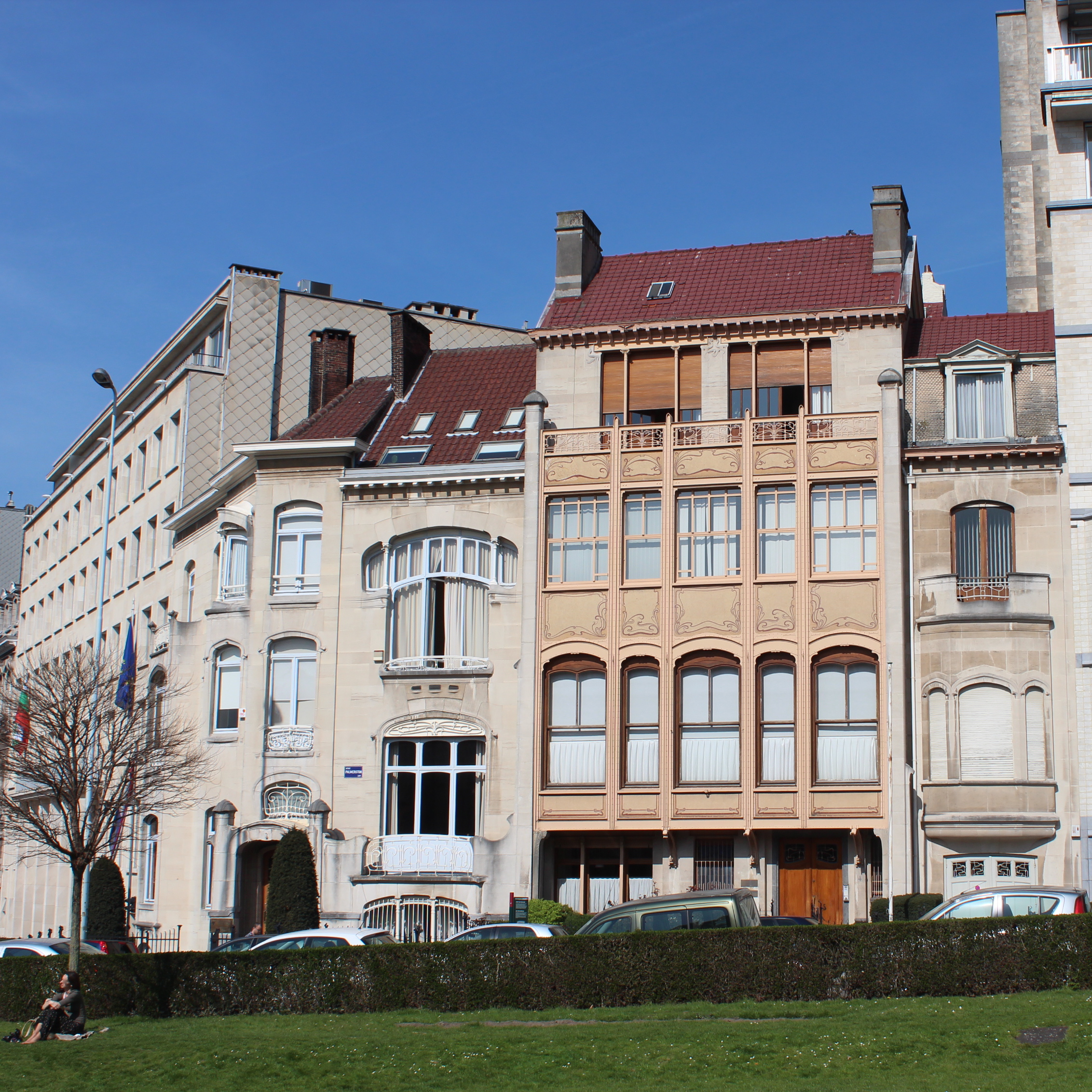
Загальний вигляд
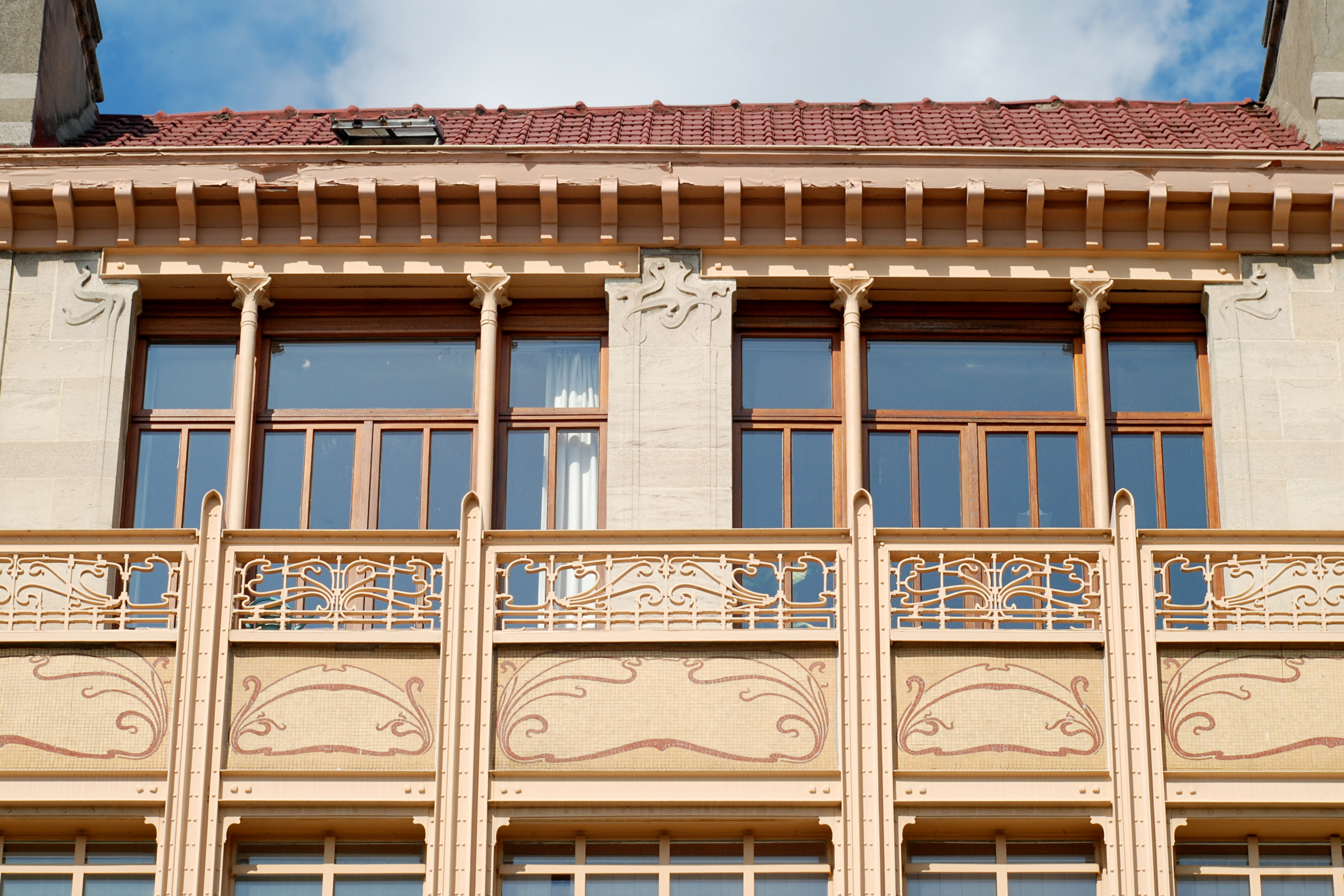
Верхня частина головного фасаду
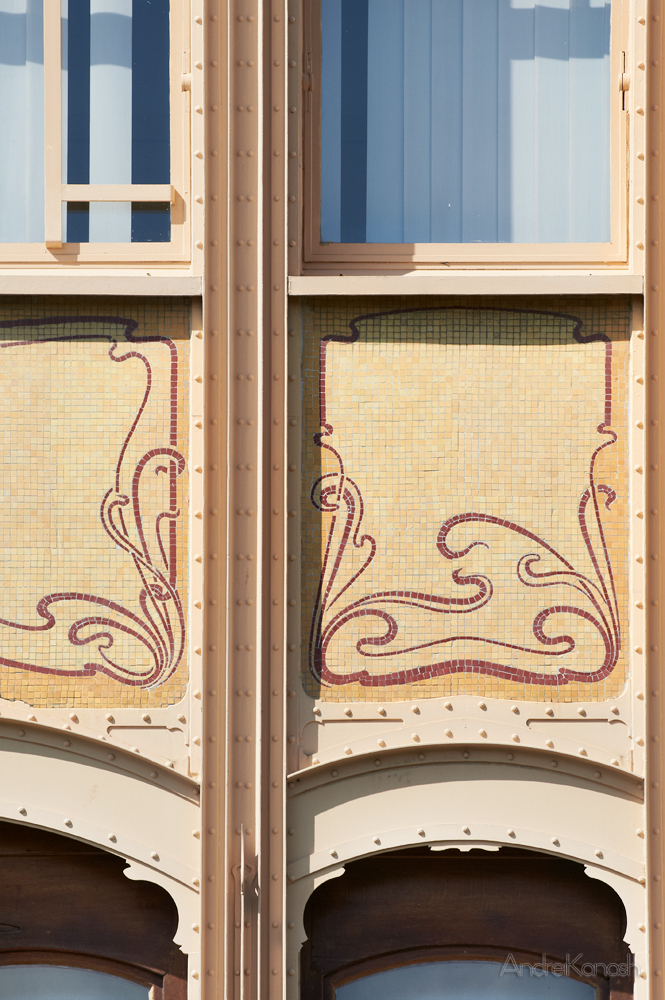
Панно з мозаїки

### Прибудова
Прибудова до будинку була спроектована Ортою в 1898 році. Ця будівля має більш звичайний, чудово деталізований фасад з пісковику. Він був спроектований для розміщення гаража, офісу для ван Етвельде, а також допоміжних квартир, і тому мав окремий вхід на avenue Palmerston, 2/Palmerstonlaan.
Пізніше він став будинком архітектора Жана Делье, співробітника Орти, який після смерті останнього став великим захисником його роботи.

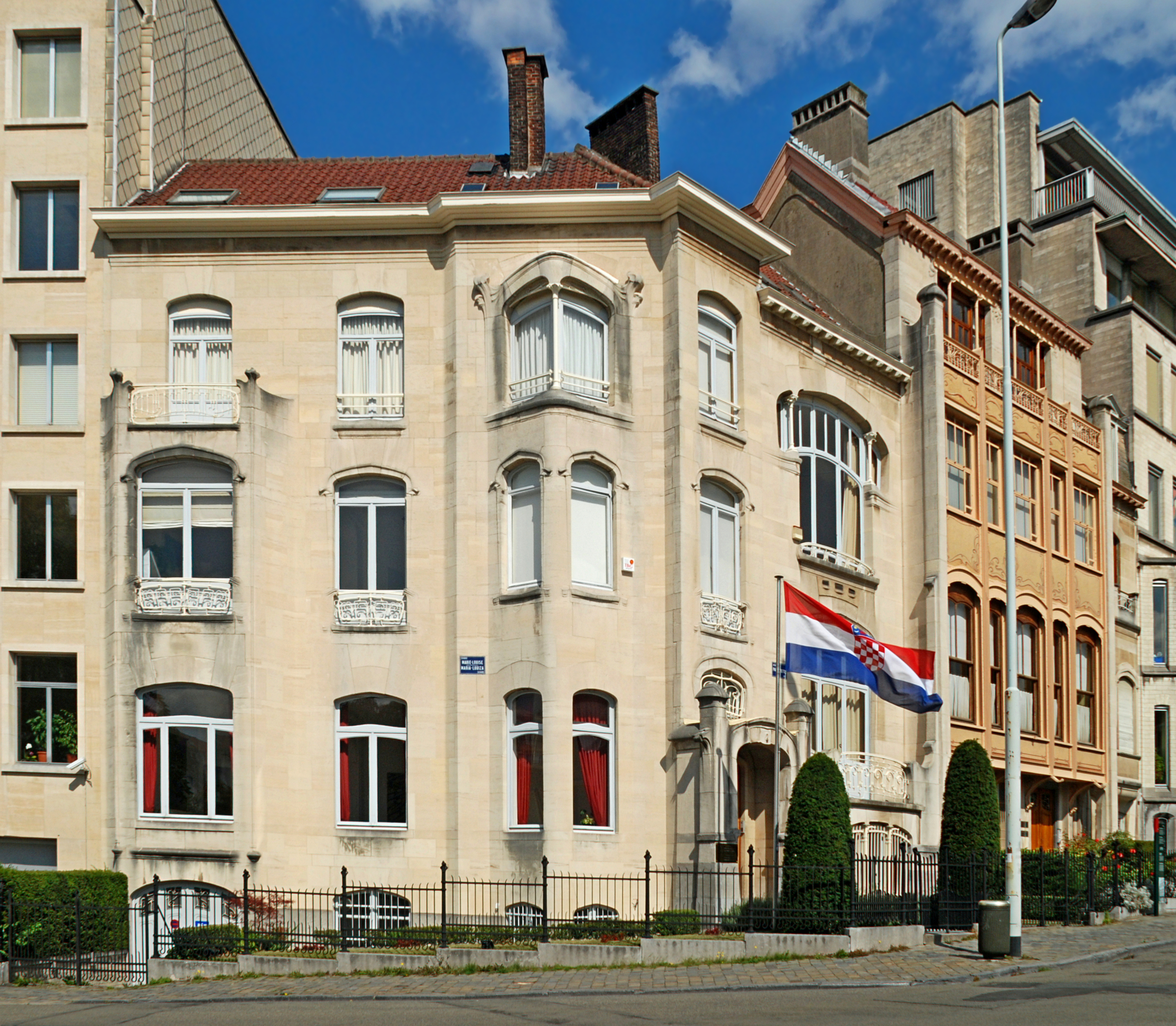
Прибудова, 2, avenue Palmerston/Palmerstonlaan
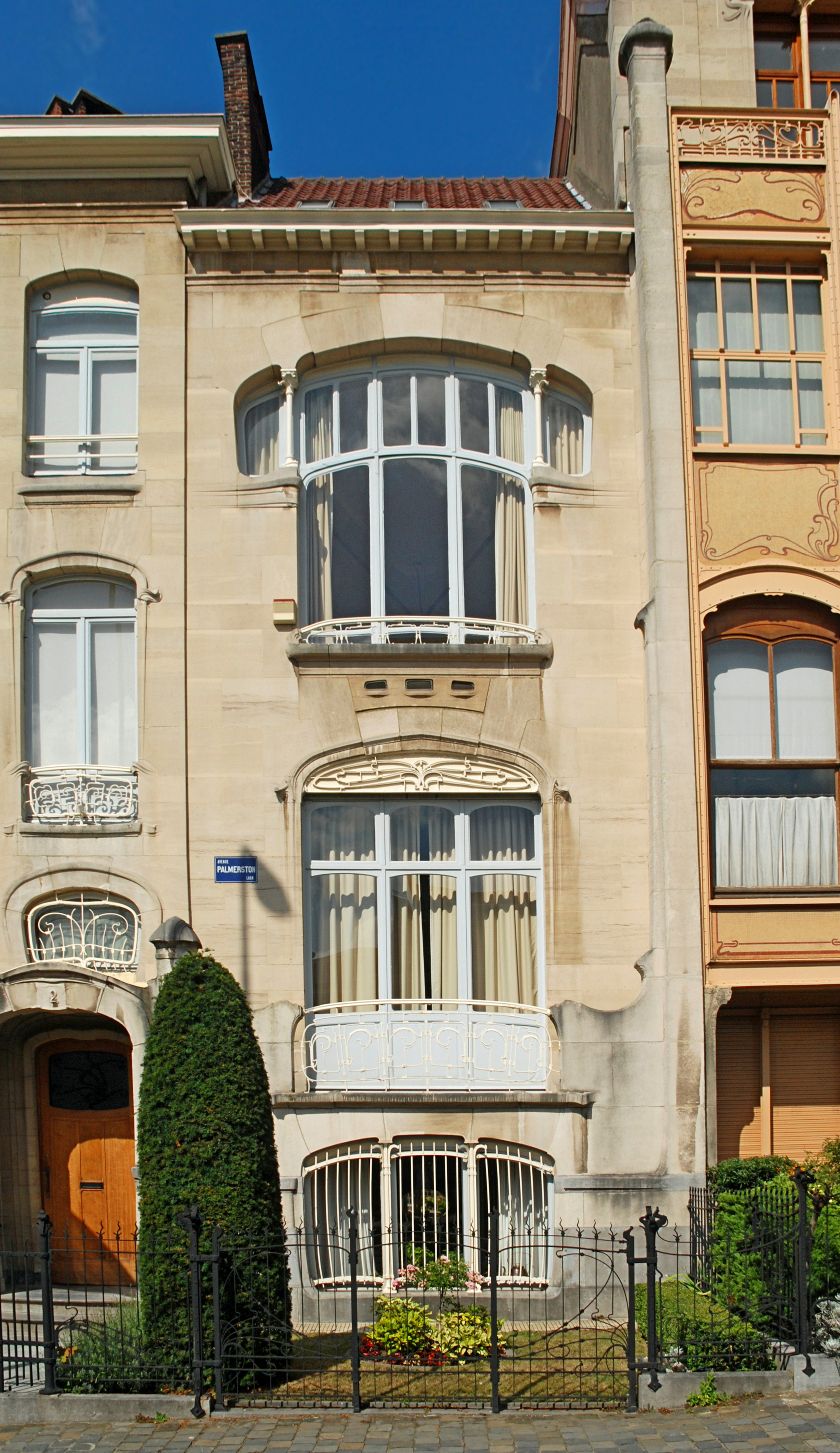
Фасад прибудови
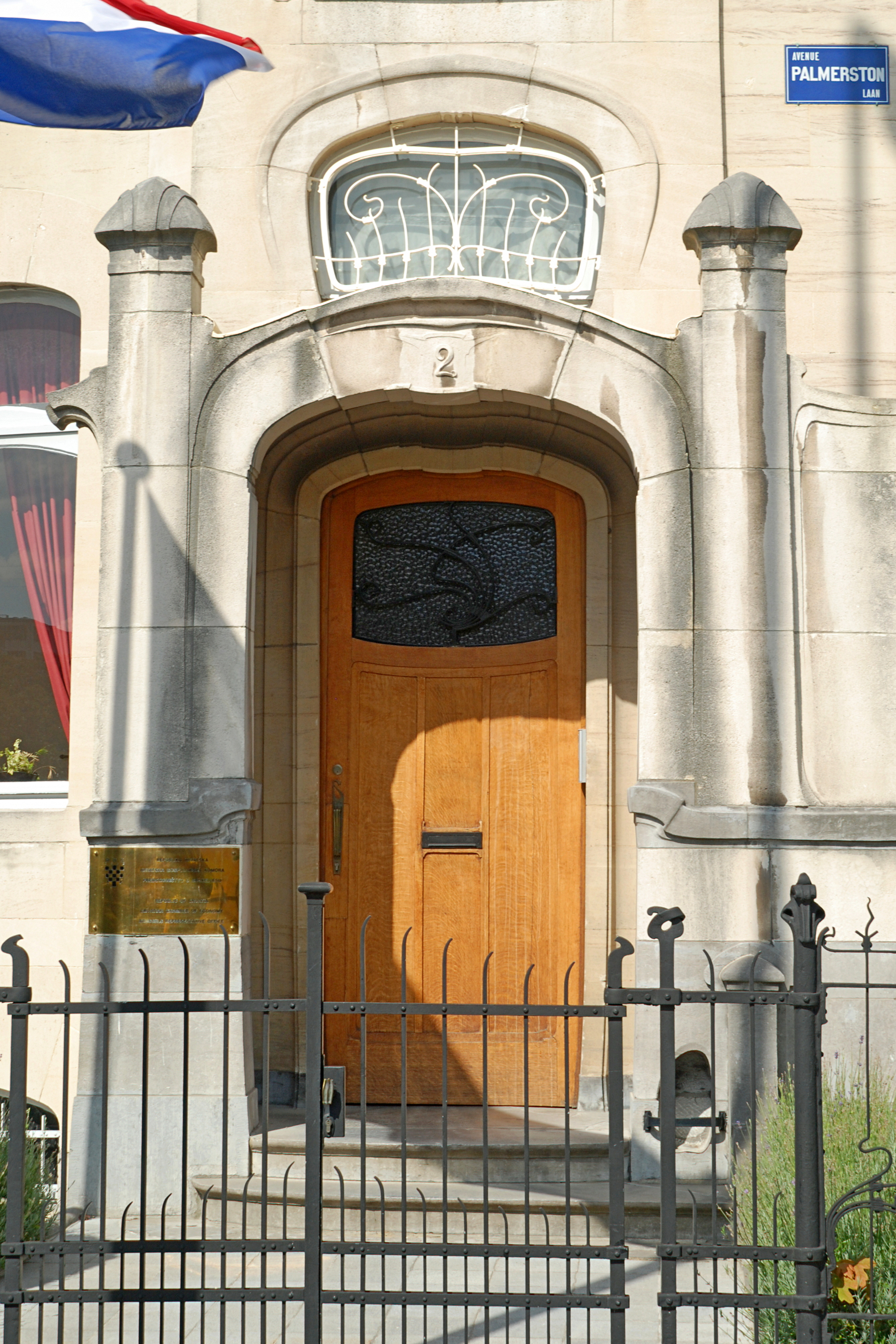
Вхід до прибудови

## Дизайн інтер'єру
Інтер'єр центральної будівлі обертається навколо восьмикутної ротонди, увінчаної світловим вікном. Ця ротонда та її скляний дах були реконструйовані в 1988 році за проектом Орти.
Хорта поєднав тут зону відпочинку і зону руху; ротонда виконує функцію невеликої вітальні або зимового саду, але вона оточена зоною циркуляції, яка забезпечує зв'язок з вітальнею, їдальнею та сходовою кліткою.
Купол із кольоровими вітражами підтримується вісьмома сталевими колонами, які «інтегровані в цей рослинний світ, як прути». Двері їдальні прикрашені опалесцентним склом, відтінок якого змінюється залежно від інтенсивності та падіння світла.

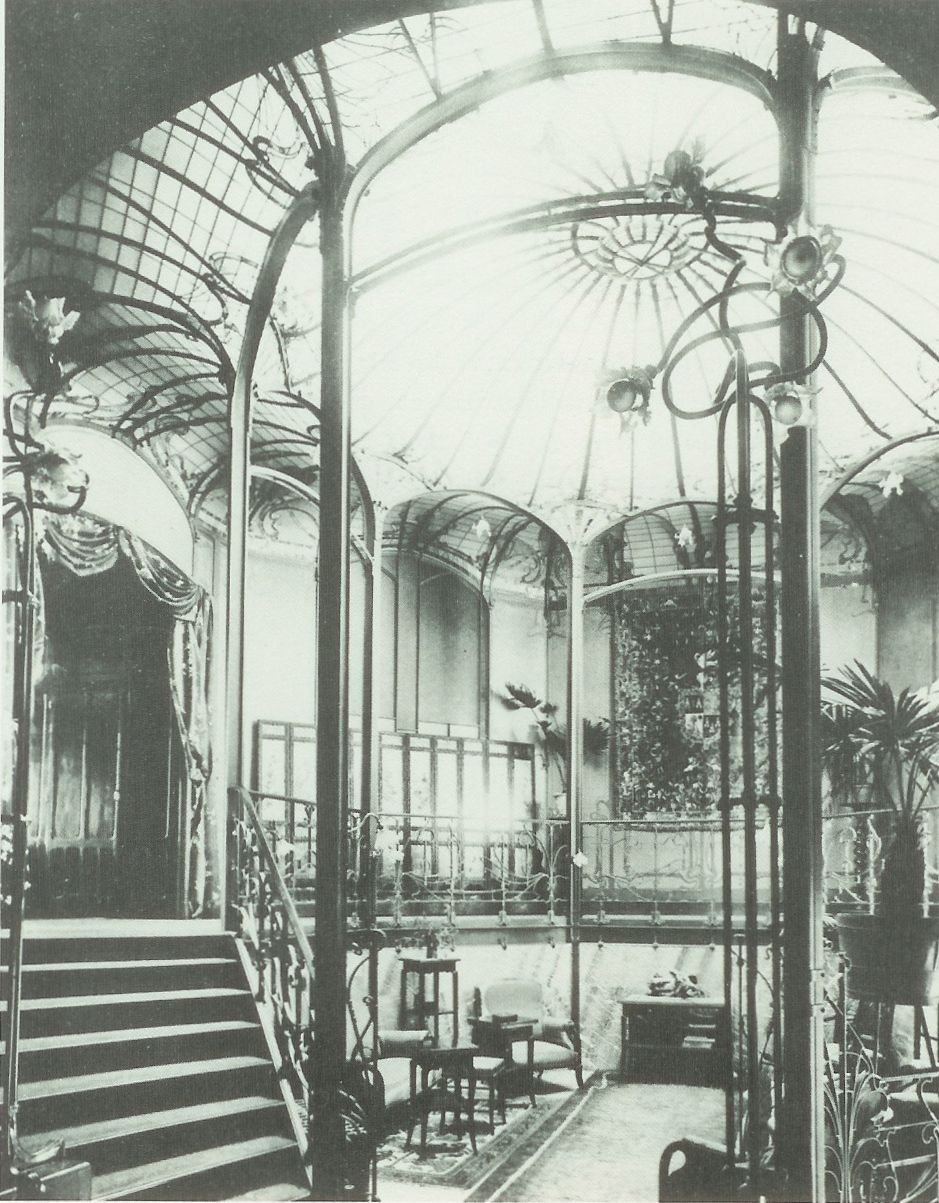
Зимовий сад
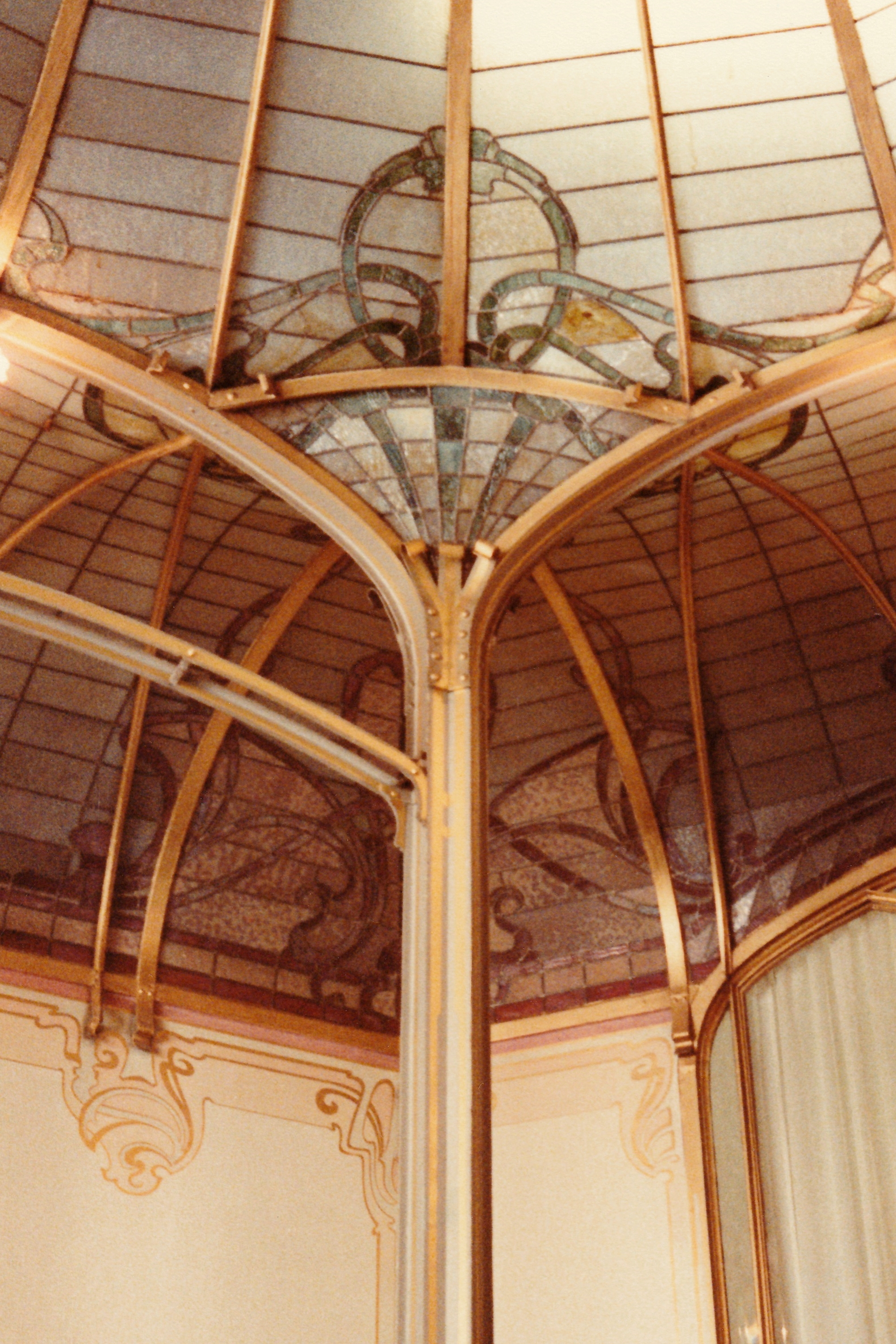
Деталь Зимового саду
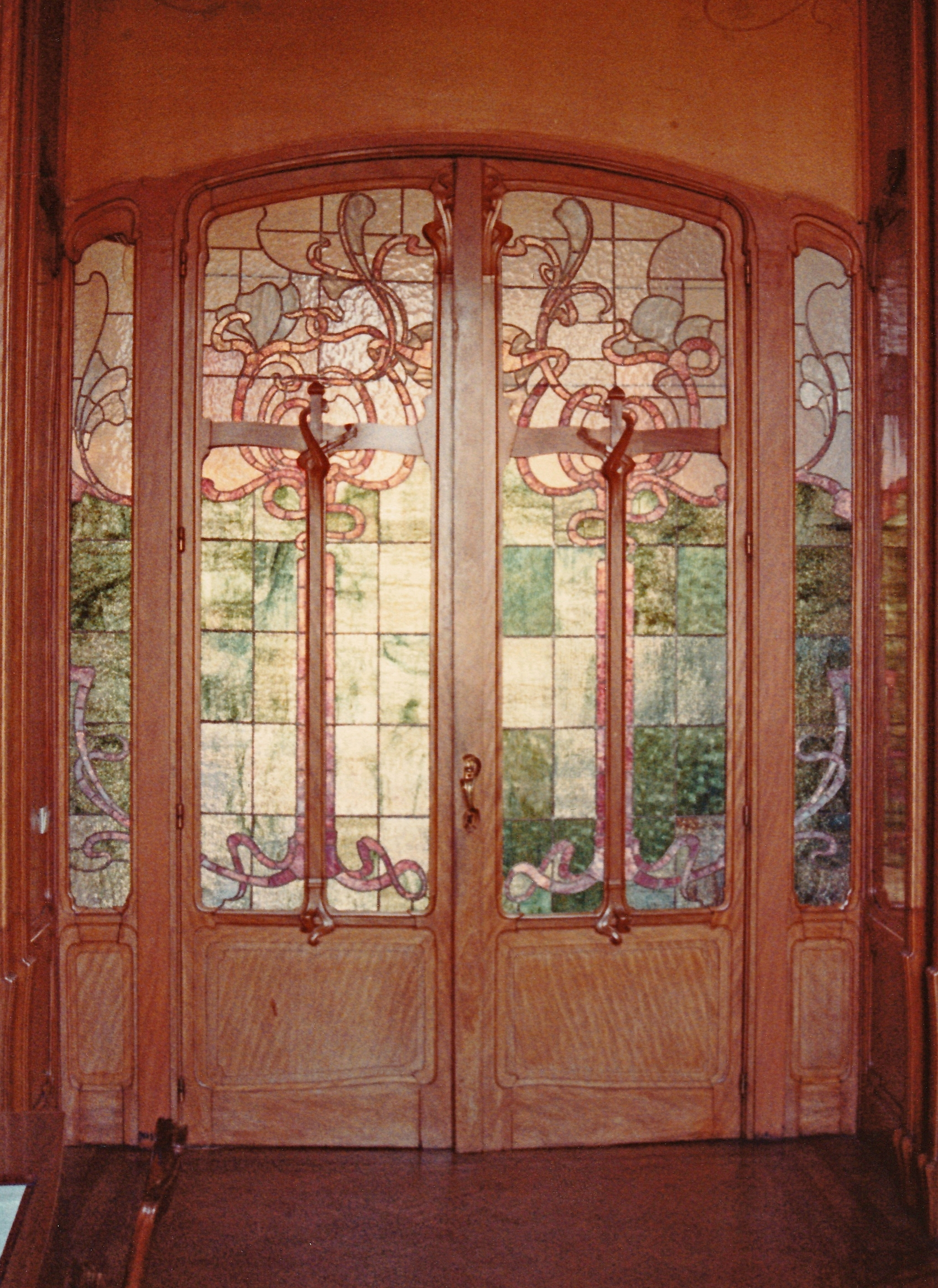
Дверний шлях із вітражем

## Нагороди
У 2000 році комісія ЮНЕСКО визнала Отель-ван-Етвельде Світовою спадщиною ЮНЕСКО як частину списку «Головні міські будинки архітектора Віктора Орти»:
Чотири головні міські будинки — Hôtel Tassel, Hôtel Solvay, Отель-ван-Етвельде, and Maison & Atelier Horta — розташований у Брюсселі та спроектований архітектором Віктором Ортою, одним із найперших ініціаторів модерну, є одними з найвидатніших піонерських творів архітектури кінця 19 століття. Стилістична революція, яку представляють ці роботи, характеризується їх відкритим планом, дифузією світла та блискучим поєднанням вигнутих ліній декору зі структурою будівлі.